# Brunhido
Brunhido é um lugar da freguesia de Valongo do Vouga, no Município  de Águeda. Conta com cerca de 295 habitantes.
Foi vila e sede de concelho por foral dado por D. Manuel a 20 de Março de 1516. Teve pelourinho (desaparecido) e substituído por um cruzeiro no atual Largo do pelourinho.

## Cronologia
- 20 de Março de 1516 — concessão do foral manuelino[3]

## Património
- Capela do Brunhido / Capela de Santo Estêvão